# Ayenia parviflora
Ayenia parviflora là một loài thực vật có hoa trong họ Cẩm quỳ. Loài này được Sessé & Moç. mô tả khoa học đầu tiên năm 1890.